# Hongaarse Nationale Partij (Tsjecho-Slowakije)
De Hongaarse Nationale Partij (Hongaars: Magyar Nemzeti Párt, MNP; Tsjechisch: Maďarská národní strana; Slowaaks: Maďarská národná strana) was een politieke partij voor etnische Hongaren tijdens de Eerste Tsjecho-Slowaakse Republiek (1918-1938).

## Geschiedenis

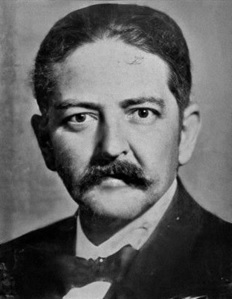
József Törköly

De MNP werd in 1920 opgericht als Hongaarse Nationale Partij van Kleine Boeren, Landeigenaren en Landbouwers (Országos Magyar Kisgazda és Földműves Párt) De naam Hongaarse Nationale Partij (Magyar Nemzeti Párt) werd in 1925 aangenomen. De MNP gold als belangenbehartiger van de Hongaarse boeren in Slowakije. De partij stond tot onder leiding van József Szent-Ivány (1884-1941), hoewel hij sinds 1925 niet meer de formele partijvoorzitter was. József Törköly (1878-1938) volgde Szent-Ivány in 1925 op als voorzitter van de MNP en streefde net als zijn voorganger naar een goede verstandhouding met de regering van Tsjecho-Slowakije. De MNP behoorde tot de constructieve partijen. Na 1933, onder leiding van Andor Jaross (1896-1946), ging de MNP een veel extremer koers varen en sedertdien maakte de partij deel uit van harde oppositie.
In 1936 fuseerden de MNP en een andere partij van Hongaren in Slowakije, de Provinciale Christelijk-Socialistische Partij (OKSZP), tot de Verenigde Hongaarse Partij (Egyesült Magyar Párt). Jaross werd plaatsvervangend leider van de EMP terwijl de vroegere leider van de OKSZP, Janós gróf Esterházy (1901-1957), de leider van de EMP werd.

## Verkiezingsresultaten

### Kamer van Afgevaardigden
| Jaar | % | Zetels  | +/-   |
| ---- | - | ------- | ----- |
| 1925 |   | 5 / 300 | NIEUW |
| 1929 |   | 0 / 300 | 5     |

### Senaat
| Jaar | % | Zetels  | +/-   |
| ---- | - | ------- | ----- |
| 1925 |   | 2 / 150 | NIEUW |
| 1929 |   | 0 / 150 | 2     |